# Sokolovo (film)
Sokolovo je dvoudílný československý válečný film, který v roce 1974 natočil režisér Otakar Vávra.

## Děj
Děj začíná v Sovětském svazu, kde v roce 1942 vznikly první snahy o první československou legii, zobrazuje také atentát na Heydricha a následné vyhlazení Lidic. Popisuje zde také tvrdé boje německých jednotek o Sokolovo. Tento film je druhým dílem trilogie, spolu s filmy Dny zrady a Osvobození Prahy, a tvoří rekonstrukci událostí, které provázely Československo od přijetí Mnichovského diktátu až po osvobození v roce 1945 Rudou armádou. Je ovšem silně poplatný době svého vzniku, což se projevuje např. pojetím postav všech politiků a vojáků: zejména tehdejšího poslance Klementa Gottwalda, prezidenta republiky Edvarda Beneše, ministra Sergeje Ingra a plukovníka Ludvíka Svobody. Prezident Beneš je zde vyobrazen společně s ministrem zahraničí Janem Masarykem a ministrem obrany Sergejem Ingrem jako člověk plánující po osvobození republiky vytvoření vojenské diktatury apod.
Na filmu je pozoruhodné směšování pravd, polopravd a vytváření nových mýtů. V epizodické scéně předává na autentickém místě sloužící na Pražském hradě informaci (vytaženou z odpadkového koše) o pověření Heydricha brzkými úkoly ve Francii. To přiměje parašutisty k neuvážené akci s osudovými následky. Převelení Heydricha historické dokumenty nepotvrzují (s výjimkou historika Čestmíra Amorta).

## Obsazení
| Ladislav Chudík     | Ludvík Svoboda             |
| Vladimír Samojlov   | generálporučík             |
| Jurij Solomin       | generál Šafarenko          |
| Bohumil Pastorek    | Klement Gottwald           |
| Martin Štěpánek     | npor. Otakar Jaroš         |
| Lev Ivanov          | náměstek lidového komisaře |
| Jiří Pleskot        | Eduard Beneš               |
| Hanjo Hasse         | Reinhard Heydrich          |
| Vladimír Ráž        | Sergěj Ingr                |
| Josef Langmiler     | Zdeněk Fierlinger          |
| Ladislav Hádl       | Kopecký                    |
| Ivan Ryžov          | pplk. Biljutin             |
| Štefan Kvietik      | Špígl                      |
| Pavel Pípal         | Opatrný                    |
| Jiří Krampol        | Karel Horák                |
| Jan Kanyza          | Rataj                      |
| Rudolf Jelínek      | ppor.Antonín Sochor        |
| Ladislav Lakomý     | Rediš                      |
| Emil Horváth        | Daniš                      |
| Renáta Doleželová   | Anka Kadlecová             |
| Jurij Nazarov       | npor. Filatov              |
| Vladimír Protasenko | por. Šironin               |

## Filmová místa
- Praha
- Sokolovo
- Lidice
- Moskva
- a okolí Moskvy